# Акт про дані
Акт про да́ні — нормативно-правовий акт Європейського Союзу, який має на меті полегшити та сприяти обміну та використанню даних у межах Європейської економічної зони.
Акт про дані має на меті запровадити нові права для користувачів пристроїв Інтернету речей (IoT) щодо доступу, використання та спільного використання даних, створених у результаті використання цих пристроїв. Акт про дані робить більше даних доступними для використання та встановлює правила про те, хто і для яких цілей може використовувати та отримувати доступ до яких даних у всіх секторах економіки в Європейському Союзі.
Поки Загальний регламент про захист даних (GDPR) повністю застосовується до всіх дій з обробки персональних даних, то Акт про дані не регулює як такий захист персональних даних, а покращує обмін даними та забезпечує справедливий розподіл даних шляхом встановлення чітких правил, пов'язаних із доступом та використанням даних.
Акт було опубліковано в Офіційному віснику Європейського Союзу 22 грудня 2023 року.

## Історія
Очікувалося, що Європейська комісія офіційно представить акт у четвертому кварталі 2021 року. Незважаючи на це, пропозиція була офіційно опублікована 23 лютого 2022.
Європейські (гармонізовані) стандарти можуть бути розроблені Європейськими організаціями зі стандартизації (ESO) за запитами Європейської Комісії щодо стандартизації з метою підтримки застосування вимоги про те, що «продукти повинні розроблятися та виготовлятися, а пов'язані з ними послуги надаватися таким чином, щоб дані, отримані в результаті їх використання, за замовчуванням, були легко, безпечно та, де це доречно та доцільно, безпосередньо доступними для користувача». Крім того, європейські стандарти та технічні специфікації у значенні статті II Регламенту (ЄС) 1025/2012 про європейську стандартизацію можуть також сприяти укладанню «стандартних» договорів або забезпеченню прозорості щодо використання даних.
Проєкт запропонованого акту раніше був оприлюднений 2 лютого 2022 року, і отримав швидкий опір з боку промисловости.
Якщо Закон буде впроваджений у запропонованій формі, він вплине на права на дані, що діють відповідно до Директиви 96/9/ЄС Європейського Парламенту та Ради від 11 березня 1996 року про правовий захист баз даних (Директива про бази даних).
27 червня 2023 року Рада Європейського Союзу та Європейський парламент досягли попередньої згоди щодо остаточної версії. Акт було прийнято Радою 27 листопада 2023 року та опубліковано в Офіційному віснику Європейського Союзу 22 грудня 2023 року.

## Критика

#### Незбалансована ситуація на користь промисловості
Акт про дані спрямований на посилення прав користувачів пристроїв IoT, надаючи їм більший контроль над своїми даними. Однак німецький економіст Вольфґанґ Кербер вважає, що акт не буде ефективним у досягненні цієї мети. У 2023 році Вольфґанґ Кербер опублікував аналіз ефективности цього механізму регулювання прав користувачів, проведений з точки зору права та економіки.
За словами Вольфґанґа Кербера, акт чітко визначає проблему виключного контролю над даними IoT з боку виробників: виробники часто контролюють дані IoT, оскільки вони володіють апаратним і програмним забезпеченням, необхідним для збору та обробки цих даних. Але методи, вжиті актом для її вирішення, недостатні, оскільки механізм прав користувачів страждає від багатьох проблем, які роблять його слабким і неефективним. Вольфґанґ Кербер критикує механізм прав користувачів з таких причин:
- обсяг даних, охоплених механізмом, є недостатнім (наприклад: акт застосовується лише до даних, зібраних пристроями IoT, але існує багато інших джерел даних IoT, таких як дані, зібрані датчиками та камерами);
- відсутність технічної сумісности ускладнює використання даних користувачами (дані IoT часто збираються у власних форматах, які несумісні з програмним забезпеченням користувачів);
- транзакційні витрати високі (користувачі, які бажають отримати доступ до своїх даних, повинні домовитися про контракти з власниками даних. Ці контракти часто є складними та дорогими для узгодження);
- ринок даних усе ще погано визначений (не існує єдиного ринку для даних IoT, що ускладнює користувачам пошук покупців для своїх даних);
- Вольфґанґ Кербер вважає, що варіант надання користувачам більшого контролю над використанням даних IoT, який базується на вимозі, що власники даних можуть використовувати дані IoT лише на основі договору з користувачами, не працюватиме, оскільки він вважає, що існують серйозні збої ринку в ситуаціях B2C, що означає, що власники даних матимуть більше влади, ніж користувачі. Вольфґанґ Кербер закликає до перебалансування на користь легшого та більшого обміну та використання даних, на користь більшої кількости інновацій в економіці даних, інакше цей регламент не зможе досягти цих 3 цілей: він не розширить можливості користувачів Інтернету, він не випустить великі обсяги даних IoT для інновацій, і він не сприятиме справедливому розподілу згенерованих даних IoT.

### Відсутність передбаченого впливу ШІ
Оскільки Акт про дані був створений до великої появи штучного інтелекту в 2022/2023 роках, він не містить конкретних положень щодо можливого використання даних із пристроїв Інтернету речей (IoT) такими ШІ, тоді як вони апріорі матимуть дедалі більше мати доступ до цих даних і може використовувати їх непрозоро. У тексті регламенту лише туманно згадується ШІ: «Відповідно до промислової стратегії COM/2021/350 final, пропозиція стосується дуже стратегічних технологій, таких як хмарні обчислення та системи штучного інтелекту: сфери, повний потенціал яких ЄС ще не має. використано на зорі наступної хвилі промислових даних», навіть не згадуючи сам штучний інтелект.
Однак потім Європейський парламент додав спеціальні зобов’язання щодо генеративних моделей штучного інтелекту, таких як ChatGPT або Bard, у своїй компромісній версії Акту про штучний інтелект (ще один окремий законодавчий акт, що стосується управління штучним інтелектом і даними, створеними ШІ). Ці зобов’язання стосуються прозорости, розкриття та модерації даних і контенту, створених ШІ.
У 2023 році велика кількість експертів з ШІ закликали до мораторію, правової бази, адаптованої до ШІ, а також до зобов'язань щодо прозорості та безпеки для компаній, які використовують генеративний ШІ, вимагаючи від них розкривати користувачам інформацію про те, як вони використовують та захищають свої дані. та генеративний ШІ, а також потенційні ризики, пов'язані з цією технологією; та відповідальність компаній та зацікавлених груп, які використовують генеративний ШІ, повинна бути встановлена у разі зловмисного або безвідповідального використання ШІ.